# 皮佐利
皮佐利（義大利語：Pizzoli），是意大利阿奎拉省的一个市镇。总面积56.15平方公里，人口3705人，人口密度66.0人/平方公里（2009年）。ISTAT代码为066072。